# Kathleen Freeman
Kathleen Freeman (Chicago, 17 febbraio 1919 – New York, 23 agosto 2001) è stata un'attrice statunitense.

## Biografia
Cominciò la carriera artistica fin da piccola, esibendosi in piccoli teatri di provincia, ballando con i genitori. Dopo aver studiato Musica alla UCLA, iniziò a lavorare a tempo pieno nello spettacolo, girando il primo film già nel 1948.
Artista eclettica, ha spaziato in molti temi cinematografici: dal musical come Cantando sotto la pioggia (1952) al noir come Bassa marea (1950) di Fritz Lang, fino a diventare una delle caratteriste preferite da Jerry Lewis, con il qual girò Artisti e modelle (1955), L'idolo delle donne (1961), Le folli notti del dottor Jerryll (1963), Jerryssimo! (1969), ed altri.
Protagonista anche di pellicole horror, tra le quali L'esperimento del dottor K. (1958) e Gremlins 2 - La nuova stirpe (1990), fu molto attiva anche alla televisione americana, prestando la voce negli ultimi anni a produzioni per ragazzi, tra le quali DuckTales, Hercules (1997) e Shrek (2001).
Deceduta all'età di 78 anni per un cancro ai polmoni, riposa all'Hollywood Forever Cemetery di Hollywood (California).

## Filmografia parziale

### Cinema
- La città nuda (Naked City), regia di Jules Dassin (1948)
- Bassa marea (House by the River), regia di Fritz Lang (1950)
- Testa rossa (The Reformer and the Redhead), regia di Melvin Frank, Norman Panama (1950)
- L'indossatrice (A Life of Her Own), regia di George Cukor (1950)
- N.N. vigilata speciale (The Company She Keeps), regia di John Cromwell (1951)
- La lettera accusatrice (Cause for Alarm!), regia di Tay Garnett (1951)
- Mia moglie si sposa (Let's Make It Legal), regia di Richard Sale (1951)
- Marito per forza (Love Is Better Than Ever), regia di Stanley Donen (1952)
- Cantando sotto la pioggia (Singing in the Rain), regia di Gene Kelly e Stanley Donen (1952)
- La giostra umana (O. Henry's Full House), regia di Henry Hathaway, Howard Hawks (1952)
- Il magnifico scherzo (Monkey Business), regia di Howard Hawks (1952)
- Il prigioniero di Zenda (The Prisoner of Zenda), regia di Richard Thorpe (1952)
- Il mostro magnetico (The Magnetic Monster), regia di Curt Siodmak e, non accreditato, Herbert L. Strock (1953)
- Il muro di vetro (The Glass Wall), regia di Maxwell Shane (1953)
- Mercato di donne (A Perilous Journey), regia di R.G. Springsteen (1953)
- Eroe a metà (Half a Hero), regia di Don Weis (1953)
- Il circo a tre piste (3 Ring Circus), regia di Joseph Pevney (1954)
- Terra lontana (The Far Country), regia di Anthony Mann (1954)
- Artisti e modelle (Artists and Models), regia di Frank Tashlin (1955)
- Mezzanotte a San Francisco (The Midnight Story), regia di Joseph Pevney (1957)
- La carica delle mille frecce (Pawnee), regia di George Waggner (1957)
- The Missouri Traveler, regia di Jerry Hopper (1958)
- L'esperimento del dottor K. (The Fly), regia di Kurt Neumann (1958)
- I bucanieri (The Buccaneer), regia di Anthony Quinn (1958)
- Pugni, pupe e pepite (North to Alaska), regia di Henry Hathaway (1960)
- Inferno a Madison Avenue (Madison Avenue), regia di H. Bruce Humberstone (1961)
- Il mattatore di Hollywood (The Errand Boy), regia di Jerry Lewis (1961)
- L'idolo delle donne (The Ladies Man), regia di Jerry Lewis (1961)
- Dove vai sono guai (Who's Minding the Store?), regia di Frank Tashlin (1963)
- Le folli notti del dottor Jerryll (The Nutty Professor), regia di Jerry Lewis (1963)
- Pazzi, pupe e pillole (The Disorderly Orderly), regia di Frank Tashlin (1964)
- Ad ovest del Montana (Mail Order Bride), regia di Burt Kennedy (1964)
- Gli indomabili dell'Arizona (The Rounders), regia di Burt Kennedy (1965)
- Quello strano sentimento (That Funny Feeling), regia di Richard Thorpe (1965)
- Patto a tre (Marriage on the Rocks), regia di Jack Donohue (1965)
- 3 sul divano (Three on a Couch), regia di Jerry Lewis (1966)
- Senza un attimo di tregua (Point Blank), regia di John Boorman (1967)
- Il ciarlatano (The Big Mouth), regia di Jerry Lewis (1967)
- Il dito più veloce del West (Support Your Local Sheriff!), regia di Burt Kennedy (1969)
- Jerryssimo! (Hook, Line and Sinker), regia di George Marshall (1969)
- Ultima notte a Cottonwood (Death of a Gunfighter), regia di Don Siegel (1969)
- Il grande giorno di Jim Flagg (The Good Guys and the Bad Guys), regia di Burt Kennedy (1969)
- La ballata di Cable Hogue (The Ballad of Cable Hogue), regia di Sam Peckinpah (1970)
- Il caso Myra Breckinridge (Myra Breckinridge), regia di Michael Sarne (1970)
- Scusi, dov'è il fronte? (Which Way to the Front?), regia di Jerry Lewis (1970)
- L'infallibile pistolero strabico (Support Your Local Gunfighter), regia di Burt Kennedy (1971)
- Una ragazza violenta (The Unholy Rollers), regia di Vernon Zimmerman (1972)
- Dimmi, dove ti fa male? (Where Does It Hurt?), regia di Rod Amateau (1972)
- La stangata (The Sting), regia di George Roy Hill (1973)
- L'uomo più forte del mondo (The Strongest Man in the World), regia di Vincent McEveety (1975)
- The Blues Brothers, regia di John Landis (1980)
- Heartbeeps, regia di Allan Arkush (1981)
- Tempi migliori (The Best of Times), regia di Roger Spottiswoode (1986)
- La retata (Dragnet), regia di Tom Mankiewicz (1987)
- Salto nel buio (Innerspace), regia di Joe Dante (1987)
- Il pomo di Adamo (In the Mood), regia di Phil Alden Robinson (1987)
- Voglia di vincere 2 (Teen Wolf Too), regia di Christopher Leitch (1987)
- Piccolo Nemo - Avventure nel mondo dei sogni (Little Nemo: Adventures in Slumberland) (1989) - voce
- Gremlins 2 - La nuova stirpe (Gremlins 2: The New Batch), regia di Joe Dante (1990)
- Dutch è molto meglio di papà (Dutch), regia di Peter Faiman (1991)
- Hocus Pocus, regia di Kenny Ortega (1993)
- Una pallottola spuntata 33⅓ - L'insulto finale (Naked Gun 33 1/3: The Final Insult), regia di Peter Segal (1994)
- Hercules, regia di Ron Clements (1997) - voce
- Blues Brothers: Il mito continua (Blues Brothers 2000), regia di John Landis (1998)
- Richie Rich e il desiderio di Natale (Ri¢hie Ri¢h's Christmas Wish), regia di John Murlowski (1998)
- Un genio in pannolino (Baby Geniuses), regia di Bob Clark (1999), non accreditata
- Pronti alla rissa (Ready to Rumble), regia di Brian Robbins (2000)
- La famiglia del professore matto (Nutty Professor II: The Klumps), regia di Peter Segal (2000)
- Shrek, regia di Andrew Adamson (2001) - voce

### Televisione
- Topper – serie TV, 19 episodi (1953-1954)
- The Bob Cummings Show – serie TV, 7 episodi (1955-1958)
- Indirizzo permanente (77 Sunset Strip) – serie TV, 4 episodi (1959-1963)
- Carovane verso il West (Wagon Train) – serie TV, 5 episodi (1959-1964)
- Hawaiian Eye – serie TV, episodio 1x17 (1960)
- Bus Stop – serie TV, episodio 1x09 (1961)
- Whispering Smith – serie TV, episodio 1x21 (1961)
- I detectives (The Detectives) – serie TV, episodio 3x16 (1962)
- Gli uomini della prateria (Rawhide) – serie TV, episodio 4x19 (1962)
- The Dick Powell Show – serie TV, episodio 2x10 (1962)
- Sotto accusa (Arrest and Trial) – serie TV, episodio 1x10 (1963)
- Lucy Show (The Lucy Show) – serie TV, 5 episodi (1964)
- Ben Casey – serie TV, episodio 3x28 (1964)
- Gli eroi di Hogan (Hogan's Heroes) – serie TV, 4 episodi (1966-1971)
- Io e i miei tre figli (My Three Sons) – serie TV, episodio 8x01 (1967)
- Bonanza – serie TV, episodi 8x33-11x21 (1967-1970)
- Ai confini dell'Arizona (The High Chaparral) – serie TV, episodio 2x12 (1968)
- Lancer – serie TV, episodio 2x10 (1969)
- Love, American Style – serie TV, 4 episodi (1969-1972)
- CHiPs – serie TV, episodio 4x03 (1980)
- Genitori in blue jeans (Growing Pains) – serie TV, 5 episodi (1988-1990)
- Sposati... con figli (Married... with Children) – serie TV, 5 episodi (1995)
- E.R. - Medici in prima linea (ER) – serie TV, 1 episodio (1996)
- Becker – serie TV, episodio 2x13 (1999)

## Doppiatrici italiane
Nelle versioni in italiano delle opere in cui ha recitato, Kathleen Freeman è stata doppiata da:
- Wanda Tettoni in: Pugni, pupe e pepite, L'idolo delle donne, Inferno a Madison Avenue, Quello strano sentimento
- Dhia Cristiani in: Artisti e modelle, Il mattatore di Hollywood
- Lydia Simoneschi in: Le folli notti del dottor Jerryll, Pazzi, pupe e pillole
- Giuliana Maroni in: Bassa marea
- Rosetta Calavetta in: Un posto al sole
- Cesarina Gheraldi in: Cantando sotto la pioggia
- Maria Saccenti in: La giostra umana
- Lola Braccini in: Mezzanotte a San Francisco
- Dina Perbellini in: L'esperimento del Dottor K.
- Anna Miserocchi in: The Blues Brothers
- Gabriella Genta in: La retata
- Gianna Piaz in: Una pallottola spuntata 33⅓ - L'insulto finale

Come doppiatrice è sostituita da:
- Elena Magoia in: Shrek